# 専決処分
専決処分（せんけつしょぶん）は、本来、議会の議決・決定を経なければならない事柄について、地方公共団体の長が地方自治法（昭和22年法律第67号）の規定に基づいて、議会の議決・決定の前に自ら処理することをいう。
地方自治法について以下では条数のみを掲載する。

## 専決処分の種類
専決処分には、179条に基づく専決処分と、180条に基づく専決処分の2種類がある。
179条に基づく緊急の場合の専決処分
おもに議会が機能しない事態への対処を目的として首長が独自の判断で処理するためにある。次の議会で承認を求める必要がある。ただし、議会の招集権を持つ首長が延々と議会を開かなければ理論的には専決処分が有効のままとなる（なお、2012年（平成24年）に地方自治法が改正され、首長が議会を招集しないときは、議長が臨時会を招集することができることとなった）。また、議会で不承認とされても専決処分の効力は失われない。（ただし、政治的、道義的責任は残る。よって、不信任決議や、住民によるリコール 、解職請求されることは可能。）
180条に基づく議会の委任による専決処分
おもにスピーディーな運営のために決議までの時間を省略するためにある。あらかじめ議決で決められた事項に関しては首長が自由に処分できる。179条と違い議会には報告するだけでよく、承認を求める必要はない。
専決処分は、普通地方公共団体の長たる地位に固有の権限ではない。したがって、長の職務を代理する副知事・副市町村長（152条1項）や長の指定する職員（152条2項）も専決処分をすることができる。なお、市町村が新設合併する場合、長の職務執行者（原則として合併前の市町村の長であった者で新市町村の長の選挙に立候補しない者から選任される）が合併後すぐに条例と暫定予算を専決処分をするのが通例である。
なお、2012年に地方自治法が改正され、条例または予算に関する専決処分について議会で不承認とされた場合には長は必要と認める措置を講じるとともに議会に報告する義務が設けられたほか、副知事および副市町村長の選任にあたっての議会の同意については専決処分の対象にはならないこととされた。副知事の選任については従来から専決処分できないとの行政解釈が示されていたが（昭和28年1月28日自行行発21号）、副市長選任について専決処分を行った事例があった（竹原信一の項参照）ため、法文上に明記されることとなった。

### 緊急の場合の専決処分
第179条による専決処分は、議会の議決又は決定を得られないときに普通地方公共団体の長の権限として認められるのであり、以下の場合がある。なお第3項の規定により、長は議会の承認を求めなければならないのであるが、議会の承認が得られなかった場合といえども当該処分の効力そのものには影響がない。長の政治的責任が残るだけである（昭和21年12月27日地発乙641号）。第1項所定の要件を欠く瑕疵があっても、後に議会の承認があればその瑕疵は治癒される（名古屋高判昭和55年9月16日）。常任委員会が専決処分の事後承認案を審査中議員の任期が満了した場合、改選後の議会に再び報告し、その承認を求める必要はない（昭和34年4月22日自丁行発64号）。
議会が成立しないとき
具体的には、在任議員の総数が議員定数の半数に満たない場合である（第113条参照）。
第113条ただし書の場合においてなお会議を開くことができないとき
以下の場合は、出席議員の数が議員定数の半数に達しなくても会議を開くことができるが（第113条ただし書）、この場合においても出席議員の数が議長の外2名を下ることは許されない。
- 第117条の規定による除斥のため半数に達しないとき
- 同一の事件につき再度召集してもなお半数に達しないとき
- 招集に応じても出席議員が半数を欠き議長において出席を催告しても、なお半数に達しないとき又は半数に達してもその後半数に達しなくなったとき

普通地方公共団体の長において議会の議決すべき事件について特に緊急を要するため議会を招集する時間的余裕がないことが明らかであると認めるとき
絶対に議会の議決又は決定を得ることが不可能な場合ではないが、当該事件が特に緊急を要し、議会を招集してその議決を経ている間に、その時期を失するような場合である。その認定は、普通地方公共団体の長が行うのであるが、長の認定には客観性がなければならない（自由裁量ではなく、羈束裁量に該当する。昭和26年8月15日地自行発217号）。
議会において議決すべき事件を議決しないとき
「議会において議決すべき事件」とは、議決権限を有する事件であることのみをもっては足らず、それが同時に法令上議決が必要であるものでなければならない。「議決しないとき」とは、上記の場合のほか、議決を得ることができない一切の場合をいい、その原因が議会の故意に基づく場合はもちろん、外的事情に基づく場合をも包含する。
長が再議に付した案件を議会が議決しなかった場合、専決処分を行い得るが（昭和23年7月7日自発513号）、再議の結果3分の2以上の同意を得られなかったときは専決処分することができない（昭和23年8月25日自発690号）。

### 議会の委任による専決処分
本条の規定により議会の権限に属する事項を、長の専決処分の対象として指定したときは、当該事項は、議会の権限を離れて長の権限となる。したがって、適法に本条による指定が行われた後において、当該指定された事項について議会が議決しても、それは無効である。
「軽易」の認定は議会が行うが、客観的にも軽易でなければならない（東京高判平成13年8月27日では、応訴事件に係る和解のすべてを専決処分とすることは、本条第1項に違反するものとして無効とした）。

## 実例
- 1990年1月、神奈川県逗子市議会はそれまで流会続きで、前月定例会も議長不在、議運麻痺で審議なしで会期切れとなり、同市総合計画が廃案となった。そこで市長は臨時議会を招集し総合計画を再提案したが、正副議長の辞表提出等でやはり流会となったため、総合計画を179条の専決処分とするに至った。
- 2000年に発生した三宅島の噴火に伴う住民全員の避難によって、同島が属する東京都三宅村は村議会を招集することが困難になった。そのため、避難対策のために必要な年間20件にのぼる補正予算を専決処分でしのいだという（当時の財務課長平野祐康（後の村長）の証言）[2]。
- 2009年11月10日、愛知県半田市は新型インフルエンザワクチン接種の費用助成範囲を拡大することを決定した際、費用を専決処分した。これは市議会の承認を得るには11月25日の臨時市議会開会を待たねばならなかったため[3]。
- 2011年1月27日、福井県小浜市は大雪によって除雪費用が底をつきつつあることから、除雪対策費を急遽上乗せするため、市長が専決処分を決断した。
- 2012年4月1日、東京都は、東京都都税条例を179条1項の専決処分により改正した[4]。
- 2013年3月30日、大阪府東大阪市で市議会が新年度予算案など37議案を議決しないまま同月29日に閉会したため、野田義和市長は全議案について専決処分することを表明した[5]。
- 2016年3月24日、山梨県で県議会が審議の混乱により新年度予算案などを議決せずに同月23日に閉会したため、後藤斎知事は審議未了で廃案になった新年度予算案など47議案を専決処分したことを明らかにした[6]。
- 2020年3月から、新型コロナウイルス感染症の流行を受けて、衛生用品の購入や、経済対策を目的とする予算の専決処分が相次いだ[7][8][9][10][11][12][13][14]。4月7日、東京都は東京都新型コロナウイルス感染症対策条例を専決処分によって制定した[15]。

### 違法性が問われた事例

#### 鹿児島県阿久根市長による専決処分乱発
2010年、当時の鹿児島県阿久根市長の竹原信一は自らと対立する議員が多数を占める阿久根市議会の6月定例会を招集せず、19回にわたり専決処分を繰り返した。
竹原は鹿児島県知事から「地方自治法第245条の6」に基づく「是正の勧告」を2度にわたり受けた。また、総務省も問題視していたが、勧告には従う義務も法的拘束力も生じないため、竹原は勧告に従うことは一切なかった。
竹原は、「首長の専決は議会の議決に優先する」という独自の解釈を主張していた。実際、前述の通り議会に承認されなかったからといって専決処分が無効となることはないが、県知事や総務省は専決処分自体が（要件を満たしておらず）違法なものであり無効としている。
なお、竹原のリコール成立を受けた出直し選挙で当選した新市長が、竹原の専決処分内容をほぼ覆している。
この一連の騒動により制度の欠陥が顕在化し、2012年の制度改正につながった。

#### 千葉県白井市 北総鉄道への補助金支出をめぐる専決処分
2010年10月13日、千葉県白井市では、北総鉄道に対する沿線自治体による補助金のうち白井市負担分2360万円を支出する補正予算について、9月の市議会が可否同数で流会となったこともあり、横山久雅子市長が専決処分で決定した。この問題では、同年の2度の議会でいずれも補助金支出の承認を得られず、2011年には横山市長が不信任決議を受けて失職、その後の市議会議員選挙・市長選挙で本件の賛成派・反対派が激しく争ったが、最終的に共倒れとなった。
この専決処分は議会の反対多数で不承認となった。これに対し、補助金支出に反対する地元住民らが賠償を求めた住民監査請求を起こしたが、違法性のない専決処分は不承認でも効力は失わないとして棄却されている。
2013年3月には、この専決処分を違法なものとして当時の市長の返還を求めた訴訟で、2度に渡って議会に承認されておらず、「議会が議決すべき事を議決しないとき」には該当しないとしてこの専決処分を「違法」と認定、白井市に当時の市長への当該額の請求を市に命じる判決が下されている。なお、北総鉄道への返還については棄却された。9月の控訴審も地裁判決を支持した。敗訴した被告のうち、白井市は上告を断念、当時の市長のみが補助参加人として上告した。2015年1月15日、最高裁は上告棄却を決定、専決処分を違法とした判決が確定した。

#### 山梨県忍野村における専決処分
2009年5月から2010年3月にかけ、山梨県忍野村の村長が図書館の工事請負契約など4件を専決処分し、議会の承認を得ずに公金を支出した。これに対して当時の村議らが支出差し止めと公金返還を求めて甲府地裁に提訴、2012年9月18日に、4件中3件を「制度の趣旨に反し違法」として約10億円の返還を命じる判決が下された。
村長は控訴し、控訴審では「議会が議決しなかった」として専決処分の有効性を認め、1審判決を取り消し原告の請求を全面棄却する逆転判決が下された。原告は上告したが最高裁はこれを棄却、専決処分を有効とする判決が確定した。

## 判例
名古屋高裁昭和55年9月16日判決
普通地方公共団体の長がした専決処分に179条1項所定の要件を欠く瑕疵があっても、後に議会の承認があれば右瑕疵は治癒されるとした事例
東京高裁平成13年8月27日判決
東京都が応訴した訴訟事件に係る和解のすべてを都知事の専決処分とした都議会の議決は、180条1項に違反して無効であるが、この議決が一義的明白に違法であるとはいえないとして、専決処分として和解を成立させた元都知事個人に対する代位請求住民訴訟に基づく損害賠償請求が棄却された事例